# 리즈성

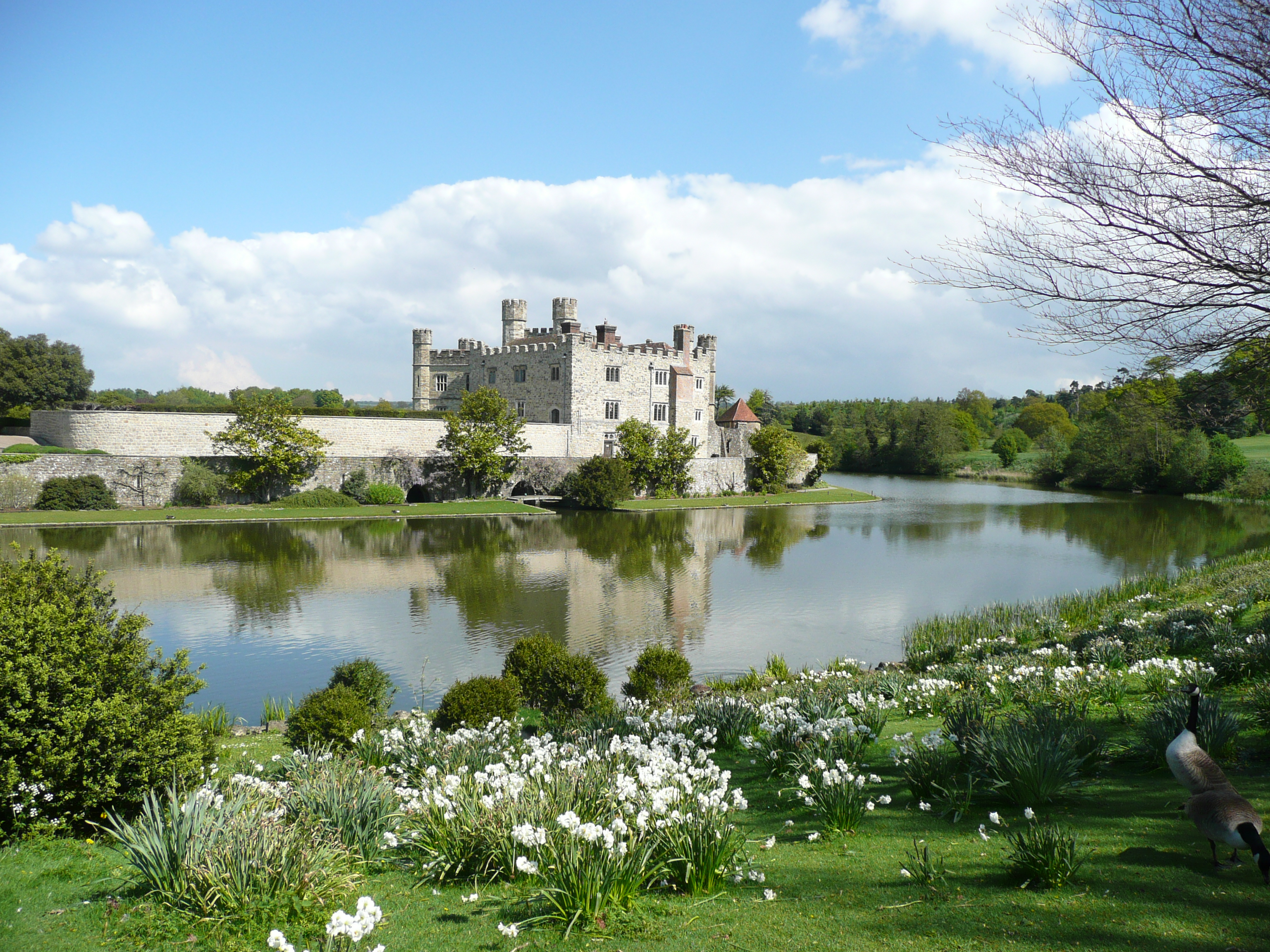
리즈성

리즈성 (Leeds Castle)은 영국 잉글랜드 켄트주에 위치한 성이다. 최초의 석조 아성이 1119년에 건설되었지만, 현재의 건설의 대부분은 19세기로 거슬러 올라가다.